# Kakekt
Kakekt, izumrlo pleme salishan Indijanaca koji su živjeli na Cape Lazu, na istočnoj obali otoka Vancouver, u kanadskoj provinciji Britanska Kolumbija. Govorili su jezikom comox. Spominje ih antropolog Boas u MS., B. A. E., 1887